# Claud Hamilton (1843–1925)

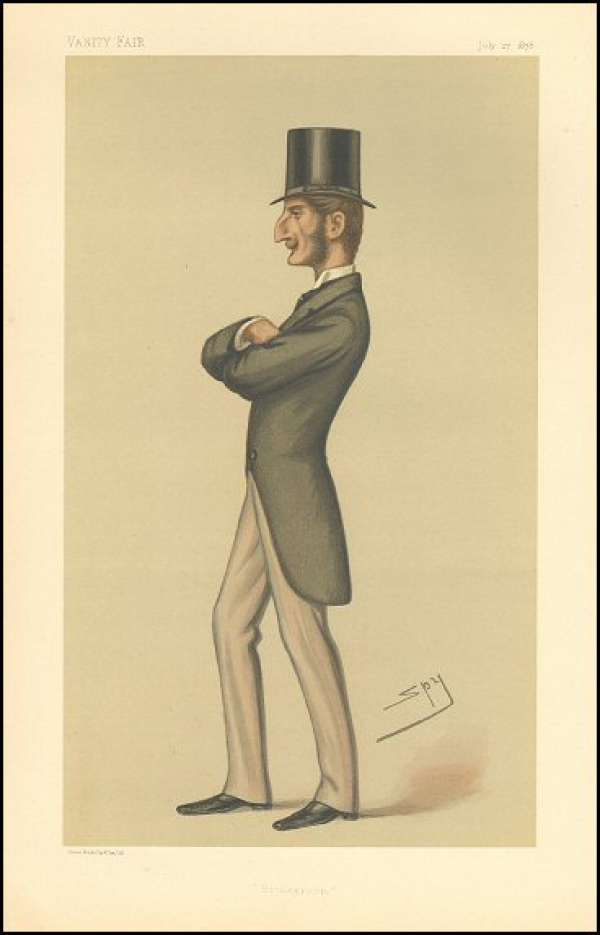
Lord Claud Hamilton.

Lord Claud John Hamilton, född den 20 februari 1843, död den 26 januari 1925, var en brittisk politiker och affärsman, son till James Hamilton, 1:e hertig av Abercorn, bror till James Hamilton, 2:e hertig av Abercorn och lord George Hamilton. 
Hamilton, som var konservativ parlamentsledamot 1865-88 och 1910-18, var ledare för ett av Englands största järnvägsföretag, Great Eastern Railway Company.